# Bragança Paulista
Bragança Paulista, oficialmente Estância Climática de Bragança Paulista, é um município brasileiro do estado de São Paulo. Sua população estimada pelo IBGE em 2024 era de 184 634 habitantes.

## Estância climática
Bragança Paulista é um dos 12 municípios paulistas considerados estâncias climáticas pelo Estado de São Paulo, por cumprirem determinados pré-requisitos definidos por Lei Estadual. Tal status garante a esses municípios uma verba maior por parte do Estado para a promoção do turismo regional. Também, o município adquire o direito de agregar junto a seu nome o título de Estância Climática, termo pelo qual passa a ser designado tanto pelo expediente municipal oficial quanto pelas referências estaduais.

## História
Antônio Pires Pimentel e sua esposa Ignácia da Silva Pimentel, moradores no então distrito de Atibaia, em cumprimento de uma promessa alcançada, constroem uma capela em louvor a Nossa Senhora da Conceição no alto de uma colina à margem direita do Ribeirão Canivete (o atual Ribeirão Lavapés, pequeno afluente do Rio Jaguari). Segundo se tem conhecimento, Antônio Pires Pimentel estava doente e desenganado pelos médicos.
Como marco da época dos Bandeirantes, foi erguida uma cruz, onde mais tarde seria implantada a capela, dando origem a um dos templos mais antigos da região, e que ainda permanece: a Igreja Nossa Senhora Aparecida do Lopo.
Este local, a partir de então, começou a servir de passagem e descanso para tropeiros. E começaram a surgir, ao redor da capela, ranchos e barracas. Assim teve inicio um pequeno povoado que recebeu o nome de Conceição do Jaguari e que tem como data de fundação o dia 15 de dezembro de 1763.
Em 13 de fevereiro de 1765, o povoado é reconhecido oficialmente com o nome de distrito de paz e freguesia de Conceição do Jaguari. Alguns dias depois, Conceição do Jaguari é elevada a condição de paróquia, recebendo seu primeiro vigário.
No entanto, outras trilhas foram abertas, descendo pelo rio Jaguari, para descobrir pequenos veios de ouro no rio Camanducaia, atualmente banhando o município de Pedra Bela e em alguns pontos o município de Socorro. Essa trilha bem mais tarde se transformaria no antigo caminho Bragança – Pedra Bela. Assim, já no século XVII, a Região Bragantina exercia papel importante na história do Brasil, por intermédio dos Bandeirantes.
Em 1797 José Nogueira, Geraldo Nogueira e João Nogueira Bueno viviam em Conceição do Jaguari, onde na época existiam apenas 25 casas habitadas. Nesse ano, vários cidadãos, inclusive os Nogueira, assinaram uma petição, solicitando a emancipação do lugar. Assim em 17 de outubro de 1797, Conceição do Jaguari é elevada a condição de vila com o nome oficial de Vila Nova Bragança, nome esse ligado a tradição Portuguesa.
Em 1798 depois de elevada a vila é eleito por pelouro o 1.º juiz ordinário e de órfãos Sargento-mor Antonio Leme da Silva, natural de Mogi-Guaçu.
No século XVIII, esses caminhos começavam a ser povoados por aventureiros, pecuaristas que aproveitaram as planícies com ricas pastagens naturais para povoá-las com rebanhos bovinos e equinos. A Região Bragantina, acompanhando a evolução brasileira, se torna grande produtora de café, principal produto de exportação do Império Brasileiro. O clima adequado e a fertilidade dos solos nas elevações da Mantiqueira possibilitavam a produção do café das variedades arábicas, que se tornaria famoso e muito procurado pelos importadores internacionais.
Em toda essa evolução, inúmeras fazendas da região tornaram-se modelos, não somente pela produtividade, mas pelo requinte de suas edificações. Muitos dos empresários rurais, antes vivendo em casebres ou choupanas, mais tarde, construíram verdadeiros palácios, reflexo do acúmulo do capital do café.

### Formação territorial-administrativa
Histórico da formação do município:
- Antiga Capela de Nossa Senhora da Conceição de Jaguari, em território do município de São Paulo.
- Freguesia criada com a denominação de Bragança, por Alvará de 13/02/1765. Subordinado ao município de São Paulo.
- Em 27/06/1769 a freguesia é transferida para o recém criado município de Atibaia.
- Elevado à categoria de vila com a denominação de Bragança, por ordem Régia de 17/10/1797, desmembrado de Atibaia. Instalado em 29/11/1797.

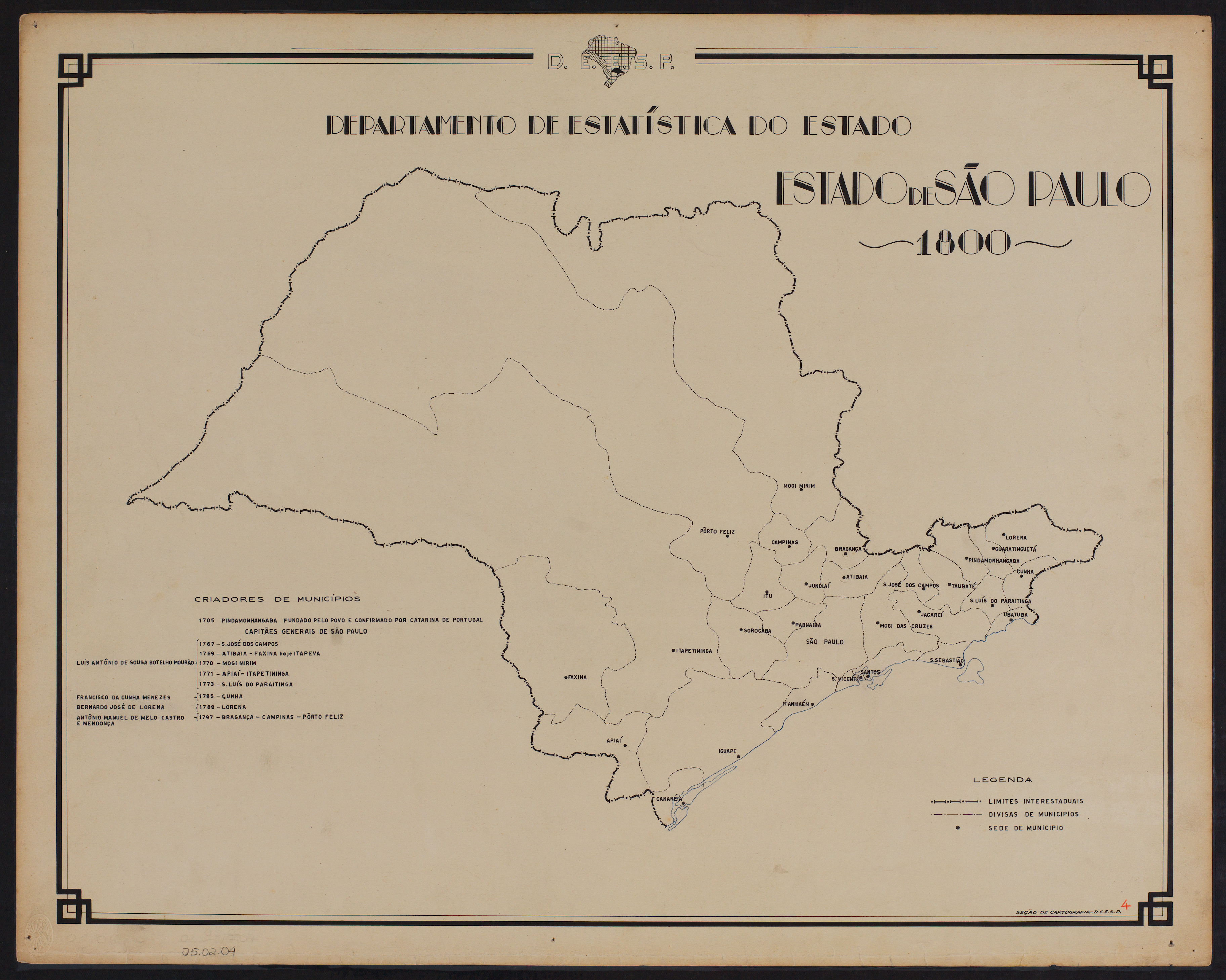
Estado de São Paulo (1800).

- Pela Lei Provincial n.º 17, de 28/02/1838, é criada a freguesia de Nossa Senhora da Conceição do Socorro, com a Capela de Nossa Senhora do Socorro do Rio do Peixe.
- Pela Lei Provincial n.º 3, de 04/03/1839, é criada a freguesia de Amparo, com a Capela de Nossa Senhora do Amparo.
- Elevado à condição de cidade com a denominação de Bragança, pela Lei Provincial n.º 21, de 24/04/1856.
- Pela Lei Provincial n.º 5, de 14/03/1857, é desmembrada de Bragança a freguesia de Amparo, elevada à categoria de município.
- Pela Lei Provincial n.º 29, de 24/03/1871, é desmembrada de Bragança a freguesia de Nossa Senhora da Conceição do Socorro (atual Socorro), elevada à categoria de município.
- Pela Lei Estadual n.º 858, de 05/12/1902, é criado o distrito de Tuiuti.
- Pela Lei Estadual n.º 2.369, de 30/11/1929, foram criados os distritos de Pedra Grande e Vargem.
- Pela Lei Estadual n.º 2.784, de 23/12/1936, é criado o distrito de Pinhal.
- Pelo Decreto Estadual n.º 9.775, de 30/11/1938, o distrito de Pinhal passou a denominar-se Pinhalzinho.
- Pelo Decreto-lei Estadual n.º 14.334, de 30/11/1944, o município de Bragança passou a denominar-se Bragança Paulista, para diferencia-lo da cidade do Pará de mesmo nome, e o distrito de Pedra Grande passou a denominar-se Pedra Bela.

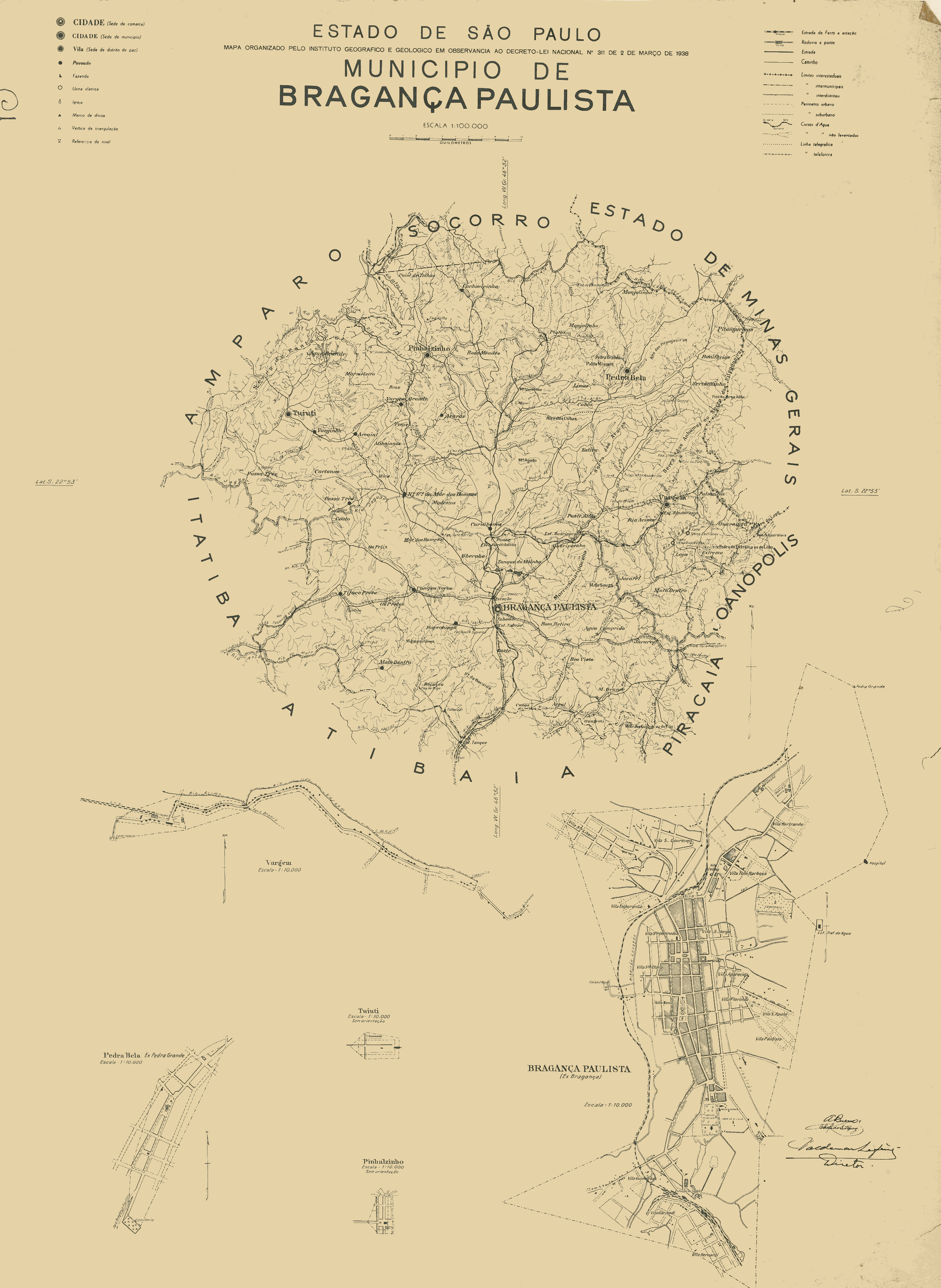
Mapa de Bragança Paulista (1944).

- Pela Lei Estadual n.º 8.092, de 28/02/1964, são desmembrados do município de Bragança Paulista os distritos de Pedra Bela e Pinhalzinho, elevados à categoria de município.
- Pela Lei Estadual n.º 7.644, de 30/12/1991, são desmembrados do município de Bragança Paulista os distritos de Tuiuti e Vargem, elevados à categoria de município.

## Geografia

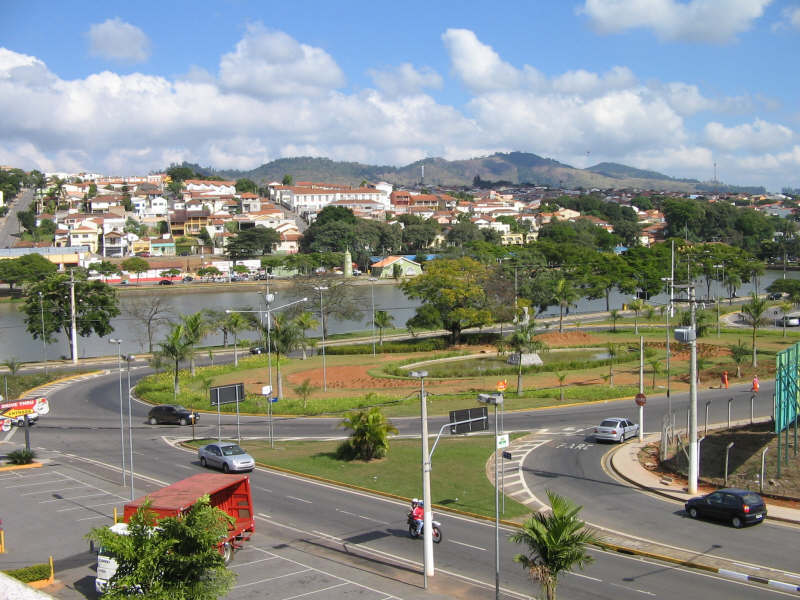
Lagoa Taboão.

Está a uma altitude de 817 metros e possui uma área de 513,59 km².

### Hidrografia
- Rio Jaguari
- Rio Jacareí
- Rio Atibaia
- Ribeirão Lavapés
- Ribeirão Uberaba
- Ribeirão Anhumas
- Ribeirão Itapechinga
- Ribeirão Terra Preta/Tijuco Preto
- Ribeirão Taboão

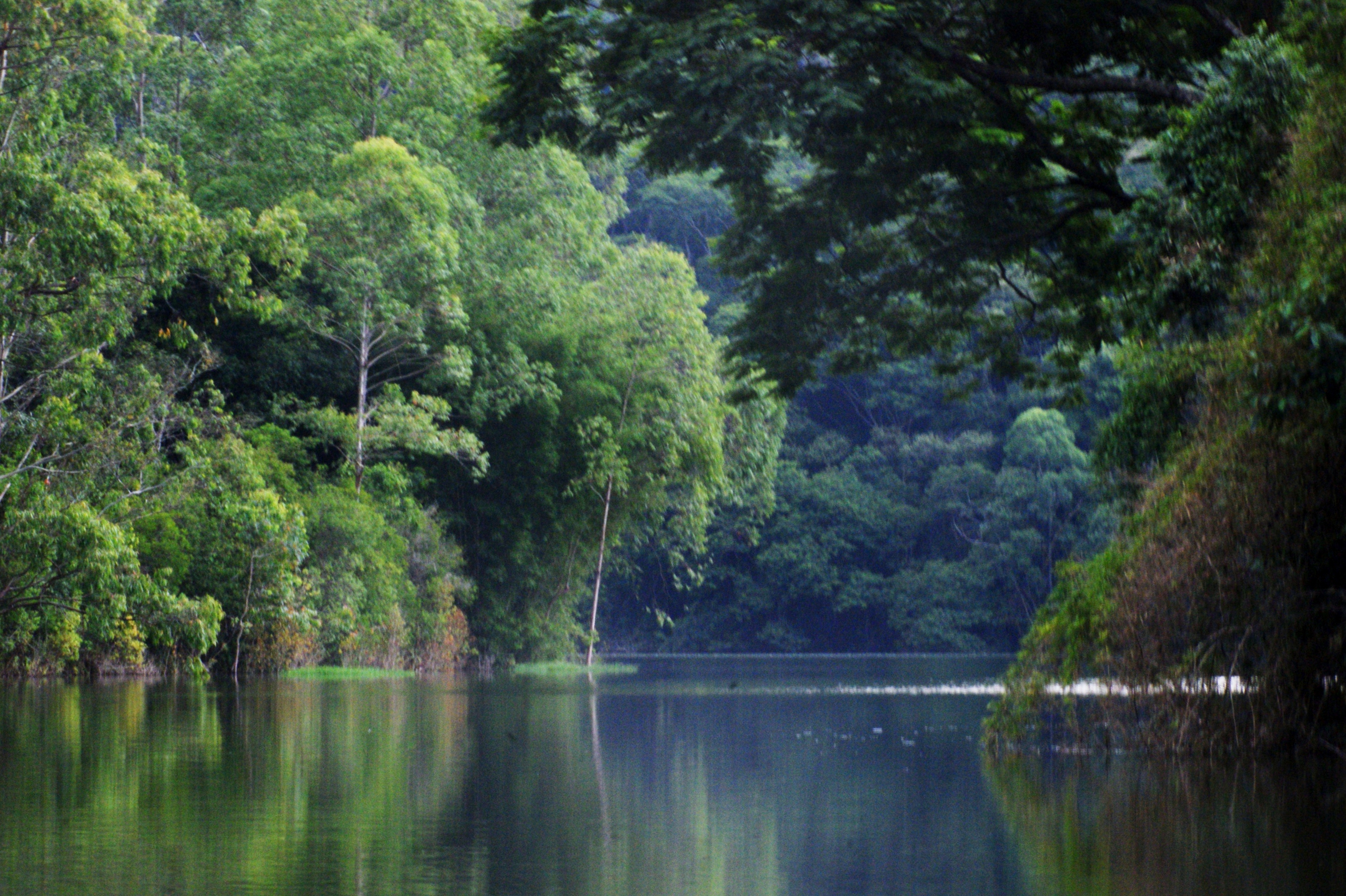
Represa Jaguari.

- Represas Jaguari e Jacareí (integrantes do Sistema Cantareira) com 50 km² de área coberta e 2,5 bilhões metros cúbicos de água[carece de fontes?]

### Relevo
- Altitude média: 850 m

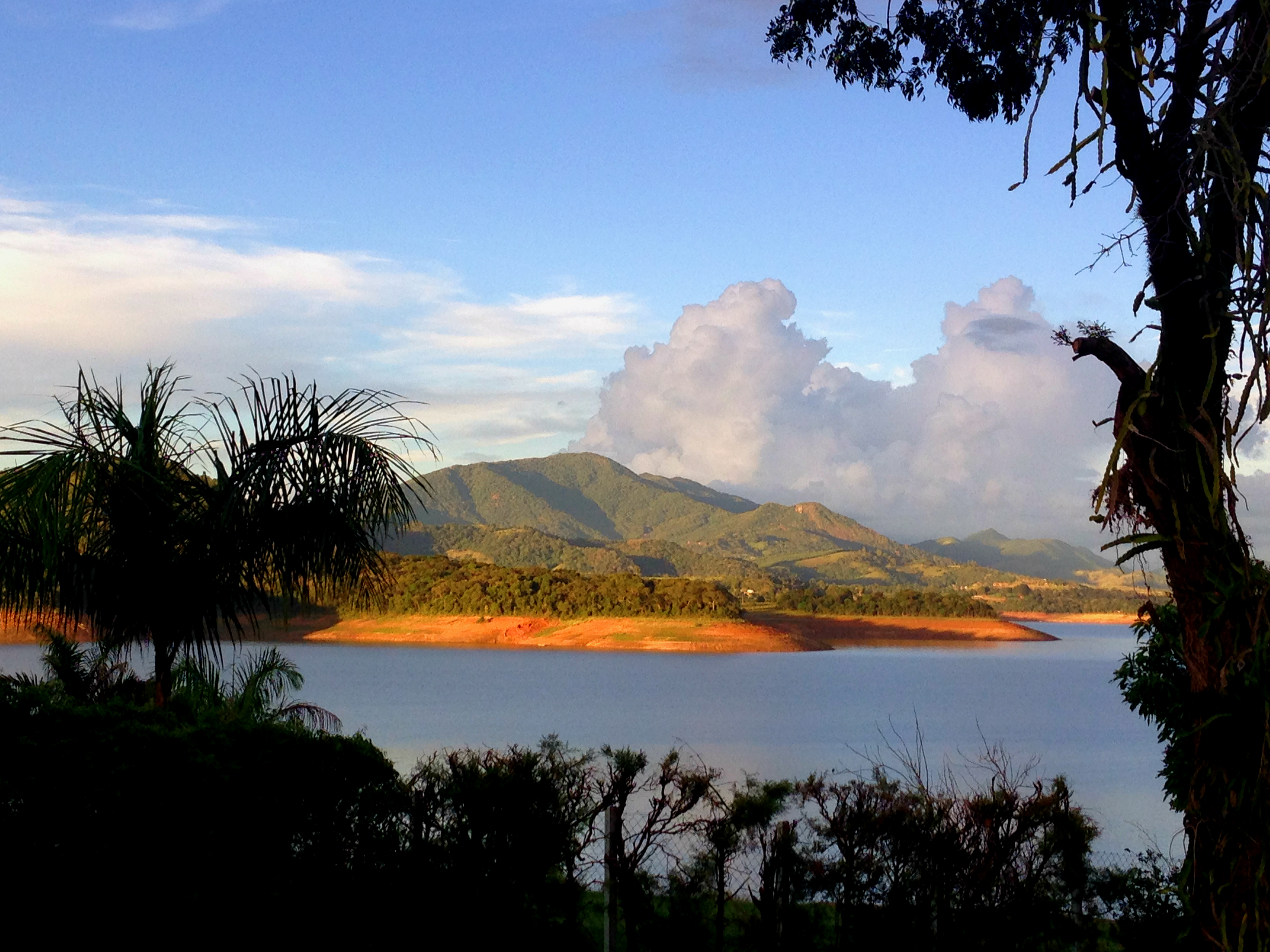
Trecho da Serra do Lopo.

- Pico máxima: 1700 m (Pico do Lopo)

A cidade é conhecida por suas ladeiras, isso se dá devido a cidade ter sido construída entre sete colinas (Colina São Francisco de Assis, Colina de Santa Terezinha, Colina de Santa Luzia, Colina de São José, Colina de Nossa Senhora da Conceição, Colina Nossa Senhora Aparecida, Colina do Coração Imaculado de Maria) e são essas sete colinas que fazem Bragança Paulista ser conhecida por tanta subida e descida.
A Serra do Lopo também faz parte do relevo da região, inclusive Bragança Paulista é a cidade onde se termina a Serra da Mantiqueira, importante cadeia montanhosa dos estados de SP, MG e RJ.

### Clima
- Temperatura Média Anual: 17 °C
- Precipitação anual: 1.400 mm

| Dados climatológicos para Bragança Paulista | Dados climatológicos para Bragança Paulista | Dados climatológicos para Bragança Paulista | Dados climatológicos para Bragança Paulista | Dados climatológicos para Bragança Paulista | Dados climatológicos para Bragança Paulista | Dados climatológicos para Bragança Paulista | Dados climatológicos para Bragança Paulista | Dados climatológicos para Bragança Paulista | Dados climatológicos para Bragança Paulista | Dados climatológicos para Bragança Paulista | Dados climatológicos para Bragança Paulista | Dados climatológicos para Bragança Paulista | Dados climatológicos para Bragança Paulista |
| Mês                                         | Jan                                         | Fev                                         | Mar                                         | Abr                                         | Mai                                         | Jun                                         | Jul                                         | Ago                                         | Set                                         | Out                                         | Nov                                         | Dez                                         | Ano                                         |
| ------------------------------------------- | ------------------------------------------- | ------------------------------------------- | ------------------------------------------- | ------------------------------------------- | ------------------------------------------- | ------------------------------------------- | ------------------------------------------- | ------------------------------------------- | ------------------------------------------- | ------------------------------------------- | ------------------------------------------- | ------------------------------------------- | ------------------------------------------- |
| Temperatura máxima média (°C)               | 25,8                                        | 25,8                                        | 25,3                                        | 24,0                                        | 22,1                                        | 21,2                                        | 20,4                                        | 22,1                                        | 23,2                                        | 24,0                                        | 24,7                                        | 25,2                                        | 22,4                                        |
| Temperatura mínima média (°C)               | 16,0                                        | 16,2                                        | 15,4                                        | 13,2                                        | 10,4                                        | 8,9                                         | 8,2                                         | 9,2                                         | 11,2                                        | 13,0                                        | 14,4                                        | 15,4                                        | 12,0                                        |
| Precipitação (mm)                           | 236                                         | 199                                         | 158                                         | 76                                          | 52                                          | 50                                          | 31                                          | 39                                          | 66                                          | 131                                         | 146                                         | 213                                         | 1 397                                       |
| Fonte: CLIMATE-DATA                         |                                             |                                             |                                             |                                             |                                             |                                             |                                             |                                             |                                             |                                             |                                             |                                             |                                             |

### Rodovias

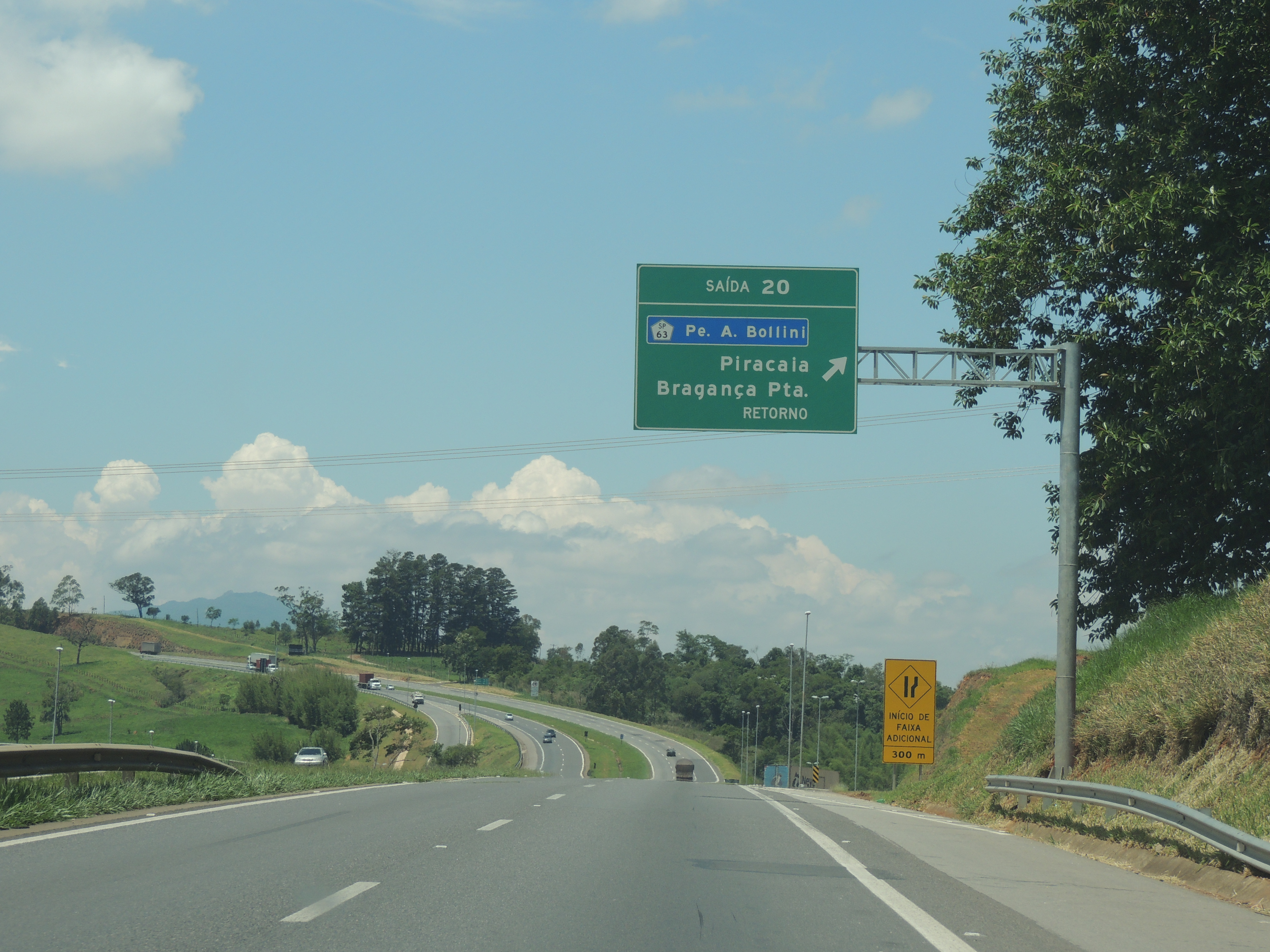
Trecho da Rodovia Fernão Dias em Bragança Paulista.

- Rodovia Fernão Dias (BR-381) - São Paulo a Belo Horizonte
- Rodovia Capitão Balduíno (SP-8) - Pinhalzinho, Pedra Bela, Socorro, Lindóia e Águas de Lindóia, fazendo parte da BR 146, que liga Bragança Paulista a cidade de Patos de Minas.
- Rodovia Benevenutto Moretto (SP-95) - Tuiuti, Amparo. Pedreira e Jaguariúna.
- Rodovia Alkindar M. Junqueira (SP-63) - Itatiba (Jundiaí) (Campinas)
- Rodovia Padre Aldo Boline (SP-63) - Piracaia
- Variante João Hermenegildo Oliveira - Liga Rod. Fernão Dias próximo a Vargem
- Rodovia D. Pedro I (SP-65) - que liga a Rodovia Anhanguera no trecho Campinas à Rodovia Presidente Dutra no trecho Jacareí. (A rodovia não passa por Bragança Paulista, mas corta a Estância de Atibaia, cidade vizinha ao Sul).

### Ferrovias

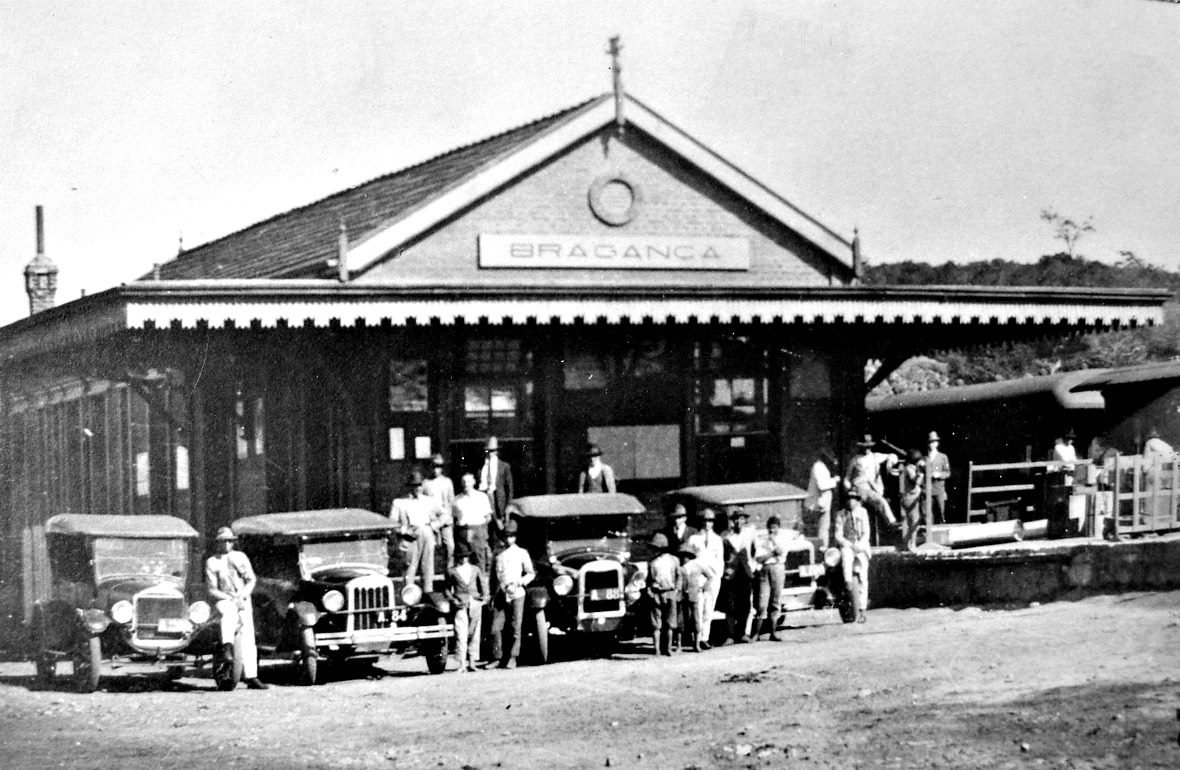
Antiga estação ferroviária.

O município de Bragança Paulista era a sede principal da Estrada de Ferro Bragantina, que entre os anos de 1884 e 1967, o ligava à cidade de Campo Limpo Paulista (onde se entroncava com a Estrada de Ferro Santos-Jundiaí) e posteriormente à cidade de Vargem, na divisa com o estado de Minas Gerais. A ferrovia durante anos, foi a principal escoadora das produções cafeeiras e agropecuárias das fazendas da região bragantina, além de ser a responsável pelo transporte intermunicipal de passageiros, garantindo impulsos econômicos a cidade que dispunha de cinco estações ferroviárias locais.
Em 21 de junho de 1967, os últimos trens de passageiros e de cargas circularam pela cidade, culminando com a desativação da ferrovia. Os trilhos foram retirados pouco tempo depois e atualmente as duas únicas antigas estações que restaram do município se tornaram moradias ou se encontram abandonadas.

## Demografia

### População

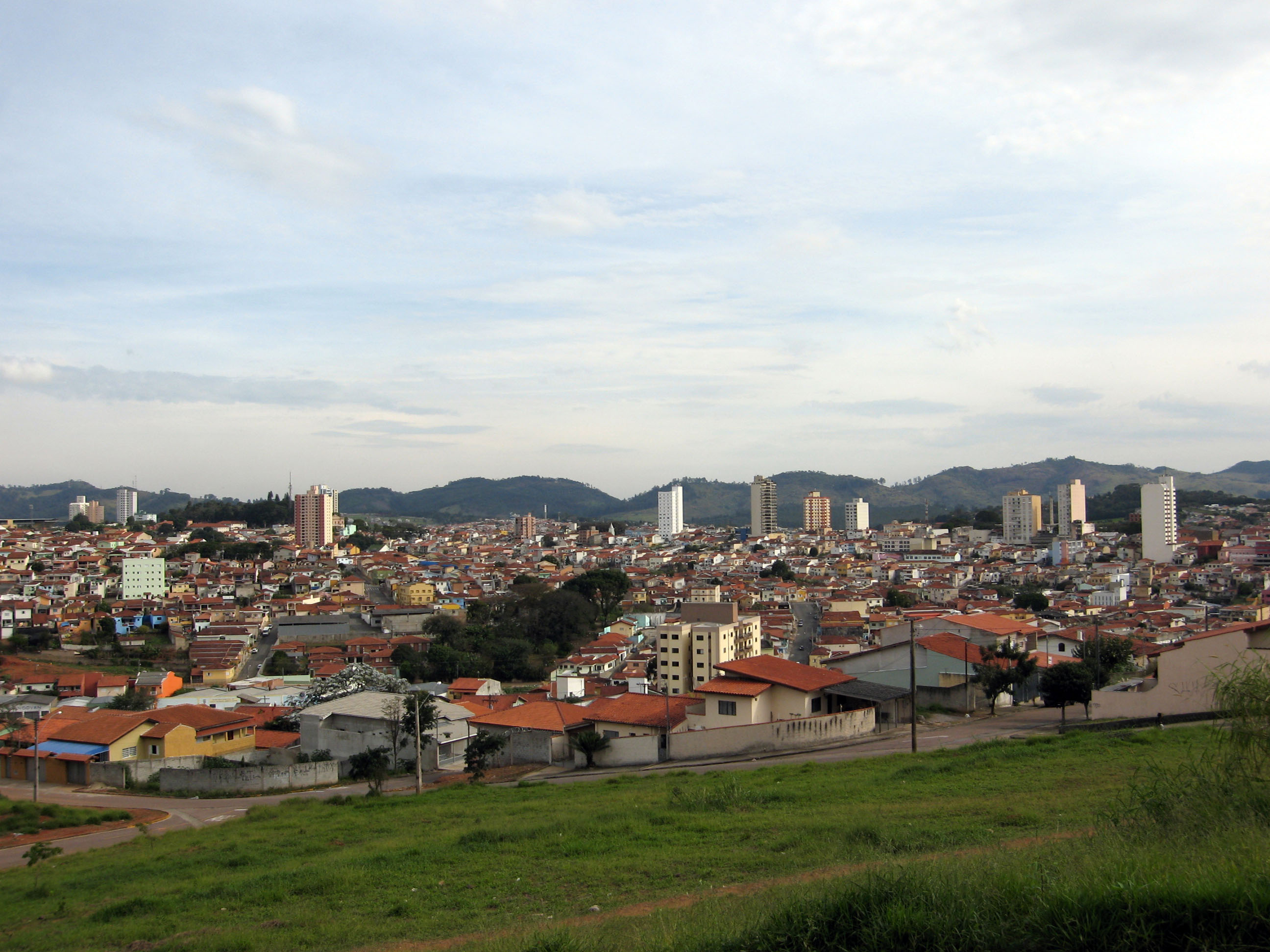
Vista da cidade.

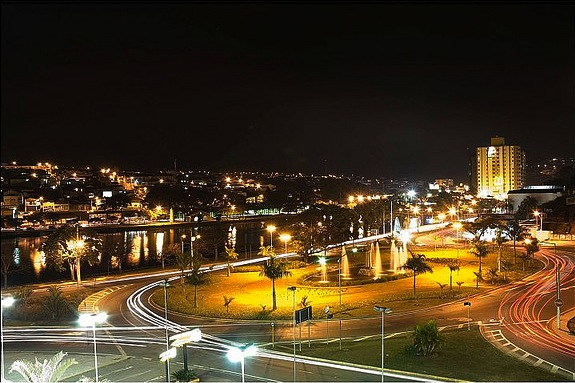
Noite em Bragança Paulista.

| Crescimento populacional                             | Crescimento populacional | Crescimento populacional | Crescimento populacional |
| Ano                                                  | População Total          |                          | %±                       |
| ---------------------------------------------------- | ------------------------ | ------------------------ | ------------------------ |
| 1872                                                 | 11 623                   |                          |                          |
| 1890                                                 | 19 787                   |                          | 70,2%                    |
| 1900                                                 | 32 904                   |                          | 66,3%                    |
| 1910                                                 | 47 198                   |                          | 43,4%                    |
| 1920                                                 | 55 719                   |                          | 18,1%                    |
| 1925                                                 | 60 920                   |                          | 9,3%                     |
| 1934                                                 | 54 695                   |                          | −10,2%                   |
| 1937                                                 | 58 474                   |                          | 6,9%                     |
| 1940                                                 | 52 773                   |                          | −9,7%                    |
| 1946                                                 | 50 688                   |                          | −4,0%                    |
| 1950                                                 | 51 623                   |                          | 1,8%                     |
| 1958                                                 | 53 710                   |                          | 4,0%                     |
| 1960                                                 | 69 152                   |                          | 28,8%                    |
| 1970                                                 | 63 676                   |                          | −7,9%                    |
| 1980                                                 | 84 050                   |                          | 32,0%                    |
| 1991                                                 | 108 980                  |                          | 29,7%                    |
| 2000                                                 | 125 031                  |                          | 14,7%                    |
| 2010                                                 | 146 744                  |                          | 17,4%                    |
| 2022                                                 | 176 811                  |                          | 20,5%                    |
| Est. 2024                                            | 184 634                  | [ 16 ]                   | 4,4%                     |
| Fontes: Censos Demográficos IBGE e Estimativas SEADE |                          |                          |                          |

### Dados demográficos
Dados do censo de 2010
População Total: 146.663
- Homens: 72.034
- Mulheres: 74.629
- Urbana: 142.174
- Rural: 4.489
- Eleitores: 93.835

Taxa de Natalidade: 1,88 por mulher
- Índice de Desenvolvimento Humano (IDH-M): 0,820

Saúde
- Expectativa de vida: 73,08 anos
- IDH Longevidade: 0,801
- Mortalidade infantil (até 1 ano): 12,57 por mil

Educação
- IDH Educação: 0,887
- Taxa de Alfabetização: 92,21%

## Política e administração
- Prefeito: Amauri Sodré da Silva (2022/2024)
- Vice-prefeito: Vago
- Presidente da câmara: Gislene Cristiane Bueno - Gi Borboleta (UNIÃO) (2021/2022)

## Símbolos municipais

### Brasão
Em 25 de agosto de 1956, quando da instituição do brasão do município, foram gravadas em seu 1º quartel , homenageando os fundadores, as armas da família Pimentel, que são: verde, com cinco vieiras de prata, em santor; bordadura de prata, carregada com oito cruzes póteas de vermelho.
Descrição em termos heráldicos:
É um "Escudo clássico flamengo-ibérico encimado pela coroa mural de oito torres, de argente. Em campo de jalde, firmados em chefe, dois escudentes acostados, sendo o de dextra de sínopla com vieiras de argente postas em aspas, bordadura de argente carregada de oito cruzes páteas de góles e o de sinistra de argente com uma aspa de góles carregada de cinco escudetes de bláu, estes carregados de cinco besantes de argente; em abismo uma flôr-de-liz de bláu e ao termo um aguado de bláu e ondado de argente, como apoios do escudo, à destra e sinistra, galhos de café frutificados ao natural, entrecuzados em ponta, sobre os quais se sobrepõe um listel estilizado de góles, contendo em letras argentinas o topônimo "BRAGANÇA PAULISTA" e o moto latino "ad altiora".
Tem a seguinte interpretação simbólica:
a) O escudo usado foi introduzido em Portugal na época quinhentista e herdado pela heráldica brasileira, como evocativo da raça colonizadora e principal formadora da nossa nacionalidade;
b) A coroa é o símbolo universal dos brasões de domínio que, sendo de prata e de oito Torres, das quais apenas cinco são visíveis em perspectiva no desenho, classifica a cidade representada na Segunda grandeza, ou seja, sede de comarca;
c) O metal ouro do campo do escudo, é símbolo heráldico de glória, esplendor, riqueza, grandeza, soberania;
d) No topo o escudete firmado à direita reproduz as armarias da família Pimentel, tido em homenagem aos fundadores da cidade, Antônio Pires Pimentel e sua Exma. Esposa, D. Ignácia da Silva Pimentel; o escudete firmado à esquerda reproduz as armarias da Casa Real de Bragança, em homenagem a S.M.D. João VI, em cuja honra foi tomado o nome da cidade;
e) o metal prata, é símbolo de paz, amizade, trabalho, prosperidade, pureza e religiosidade; a cor "sinopla" (verde) simboliza a honra, civilidade, cortesia, abundância, alegria; o vermelho, simboliza a dedicação, amor-pátrio, audácia, intrepidez, coragem, valentia;
f) Ao centro do escudo, a flor-de-lis de "bláu" (azul), é o símbolo de Nossa Senhora, evocando a Padroeira da cidade, Nossa  Senhora. da Conceição.;
g) A cor azul é símbolo de justiça, nobreza, perseverança, zelo e lealdade;
h) O aguado azul e ondado de prata, representa o Rio Jaguari, em cujas margens ergue-se a cidade;
i) Os suportes são galhos de café frutificados, principal produto oriundo da terra dadivosa e fértil, esteio da economia municipal;
j) No listel de vermelho, em letras prateadas, inscreve-se o topônimo identificador `BRAGANÇA PAULISTA` e o moto "ad altiora" (para as cousas mais elevadas)."

## Economia
É a segunda cidade mais rica da região bragantina, superada em PIB apenas por Atibaia.
- IDH Renda: 0,772

O comércio, as escolas e faculdades compõem a maior parcela da economia local, seguidos pelas indústrias (papeleira, alimentícia e eletrônica) e agricultura.

## Infraestrutura

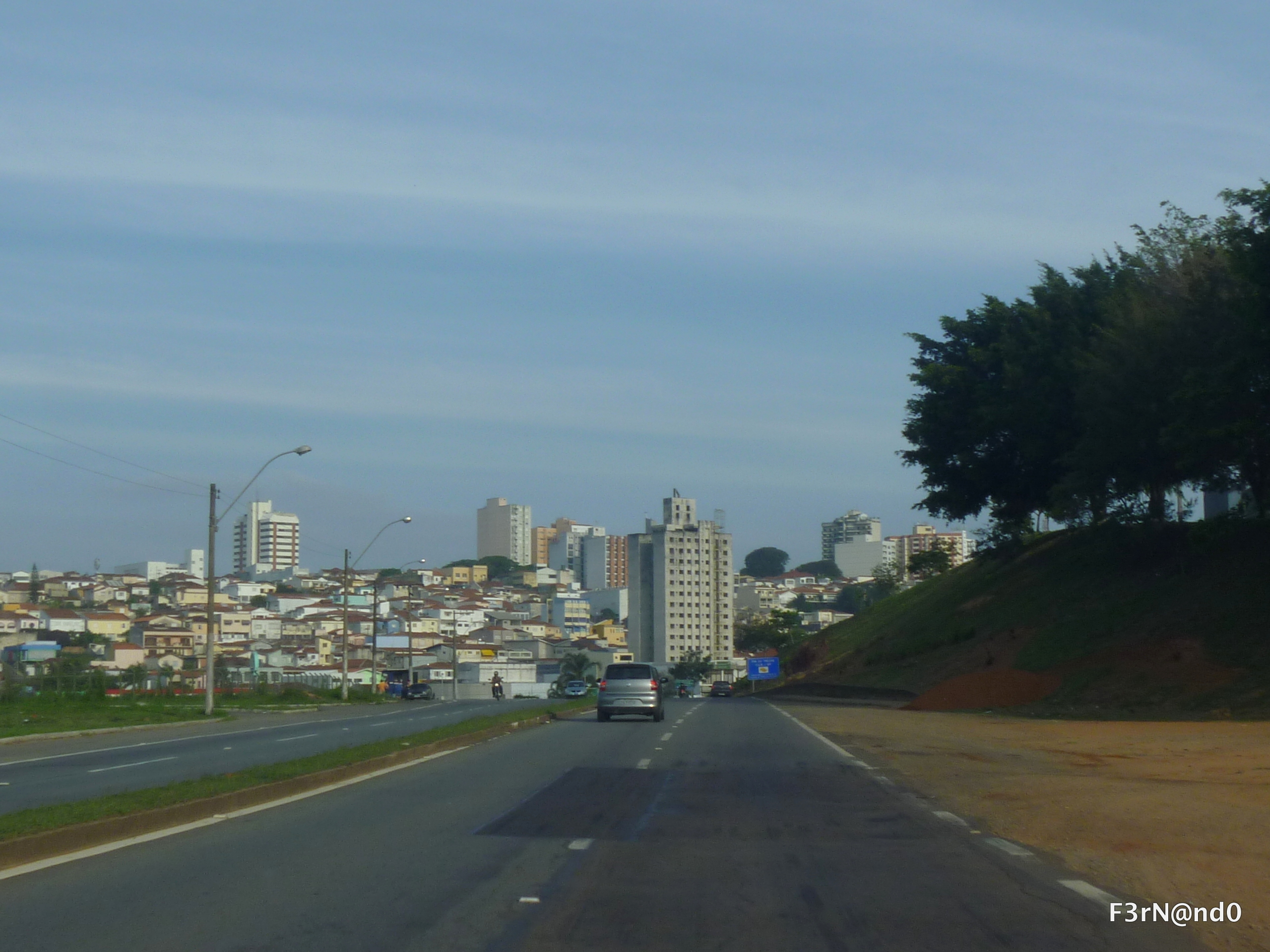
Chegando na cidade pela Rodovia Capitão Barduíno (SP-008).

O transporte, a infraestrutura de saúde e urbanização de Bragança Paulista recebe atenção contínua, com a expansão das redes de esgoto, tratamento de água e revitalização de espaços públicos. Esses investimentos melhoram significativamente a qualidade de vida na cidade, promovendo um desenvolvimento sustentável e atraindo novos negócios e turismo.

### Energia
A concessionária de energia elétrica que atende o município é a Energisa Sul-Sudeste, antiga Bragantina (distribuidora do grupo Rede Energia).

### Saneamento
O serviço de abastecimento de água é feito pela Companhia de Saneamento Básico do Estado de São Paulo (SABESP).

### Transportes

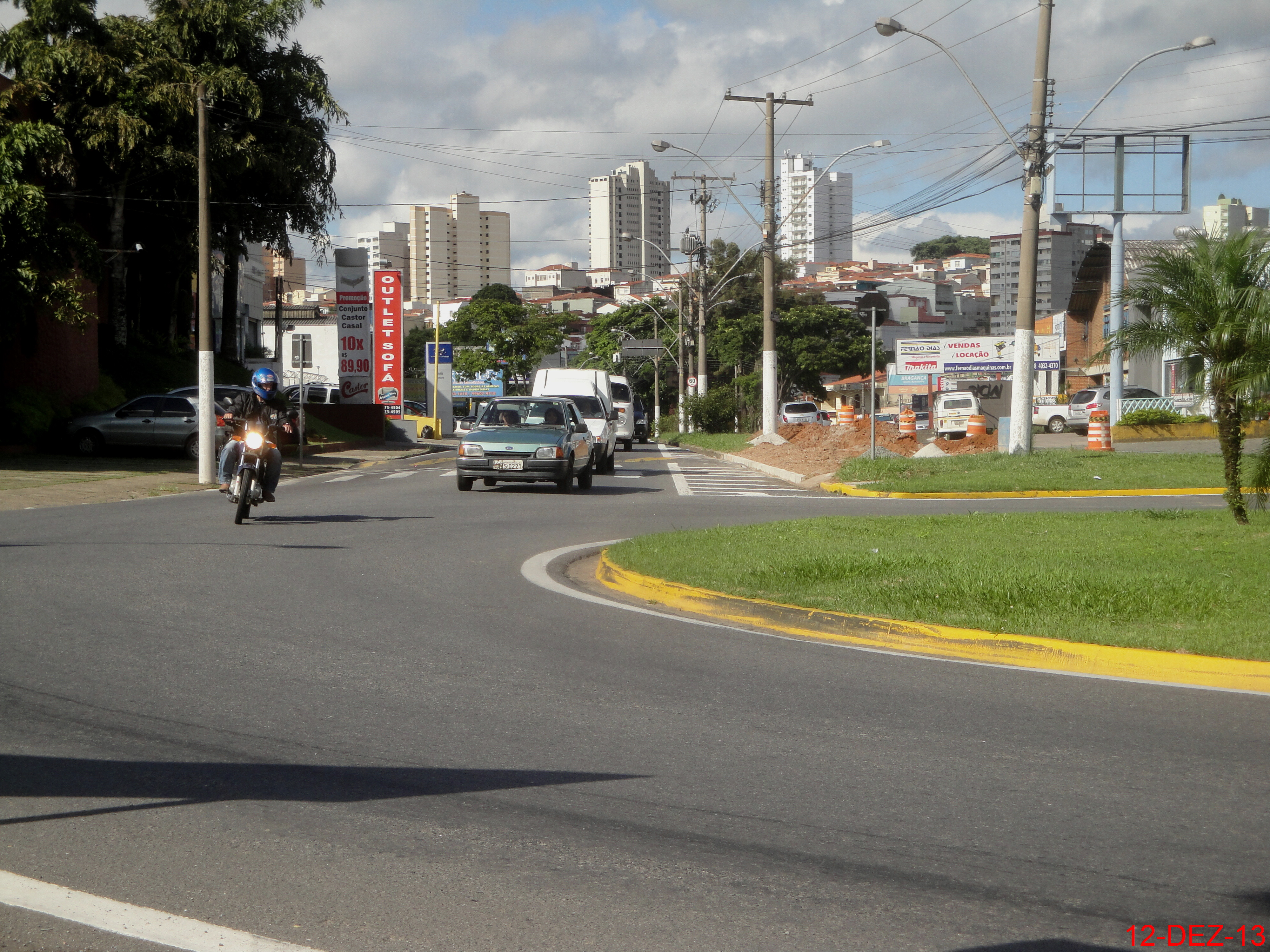
Rotatória Avenida Alberto Diniz x Rodovia Alkindar Monteiro Junqueira (SP-63).

Destaca-se por sua infraestrutura de transporte eficiente, interligada por rodovias importantes como a Rodovia Capitão Barduíno (SP-008) e a Rodovia Alkindar Monteiro Junqueira (SP-063), facilitando o acesso a grandes centros como São Paulo e Campinas. A cidade também oferece um sistema de transporte público abrangente, com linhas de ônibus urbanos e intermunicipais que cobrem toda a área e conectam os cidadãos a regiões vizinhas.

#### Ônibus urbanos
A cidade possui uma empresa que faz a ligação entre o movimentado centro da cidade aos demais bairros urbanos e rurais, o chamado transporte urbano, JTP Transportes - COM Bragança Paulista.

#### Ônibus intermunicipais e interestaduais
O terminal rodoviário de Bragança Paulista fica localizado na avenida dos Imigrantes nº 3700, no bairro do Matadouro.

#### Transporte aéreo
- Aeroporto de Bragança Paulista

### Educação

#### Faculdades
- IFSP - Instituto Federal de São Paulo
- Faculdade de Tecnologia de Bragança Paulista (FATEC)
- Fesb
- Universidade São Francisco

### Comunicações

#### Telefonia
O sistema de telefones automáticos foi inaugurado na cidade pela Companhia Telefônica Brasileira (CTB) em 1970. Já o sistema de discagem direta à distância (DDD) foi implantado em 1976 pela Telecomunicações de São Paulo (TELESP) com o código de área (011).

#### Rádio e Televisão
A cidade conta com a cobertura de diversas emissoras de televisão e rádio algumas situadas na própria cidade entre elas a TV Altiora,e a rádio Bragança AM, rádio 102 FM, O Caminho FM e Norte FM.

## Cultura e lazer

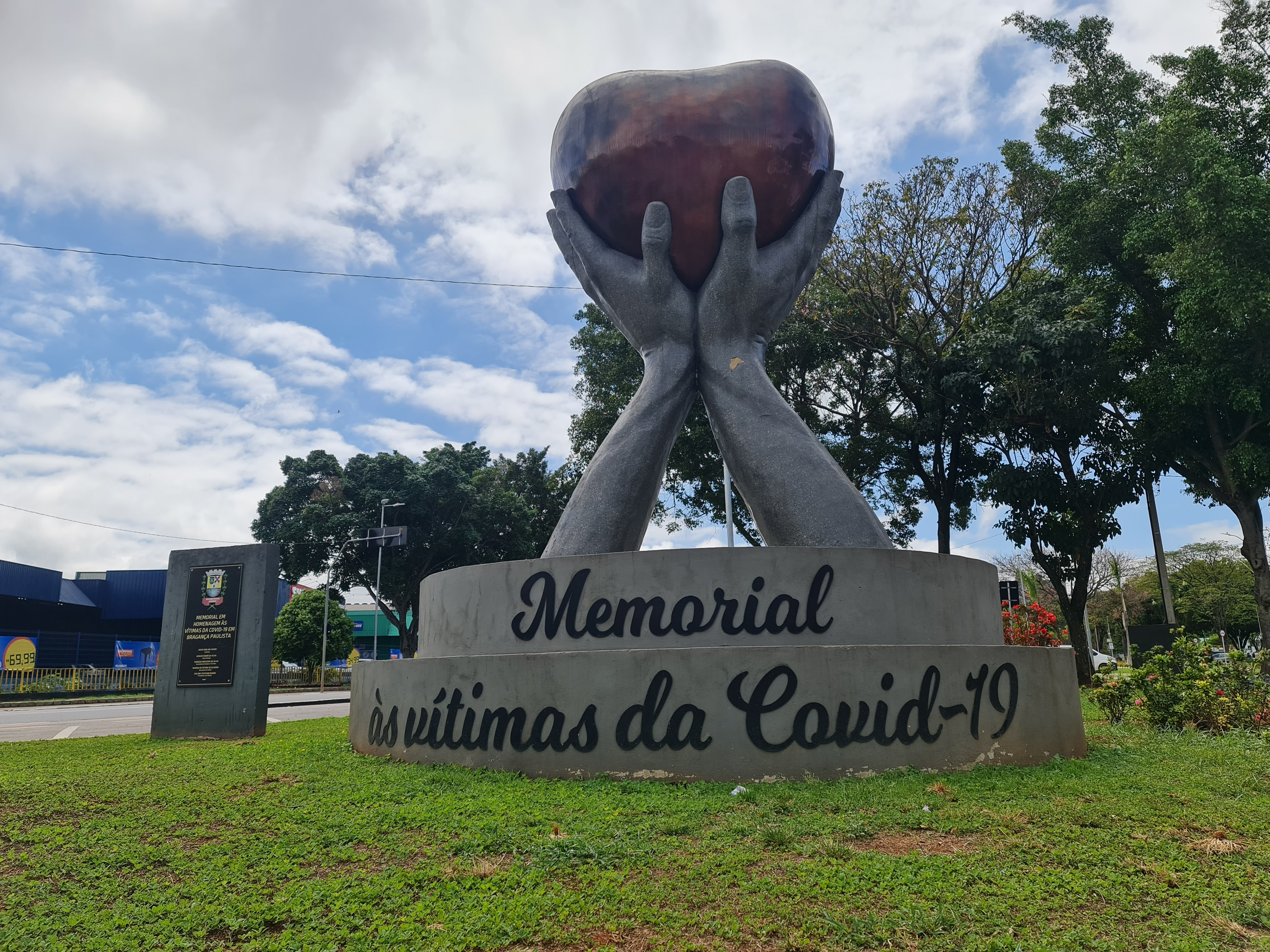
Memorial às vítimas da Covid-19 em Bragança Paulista.

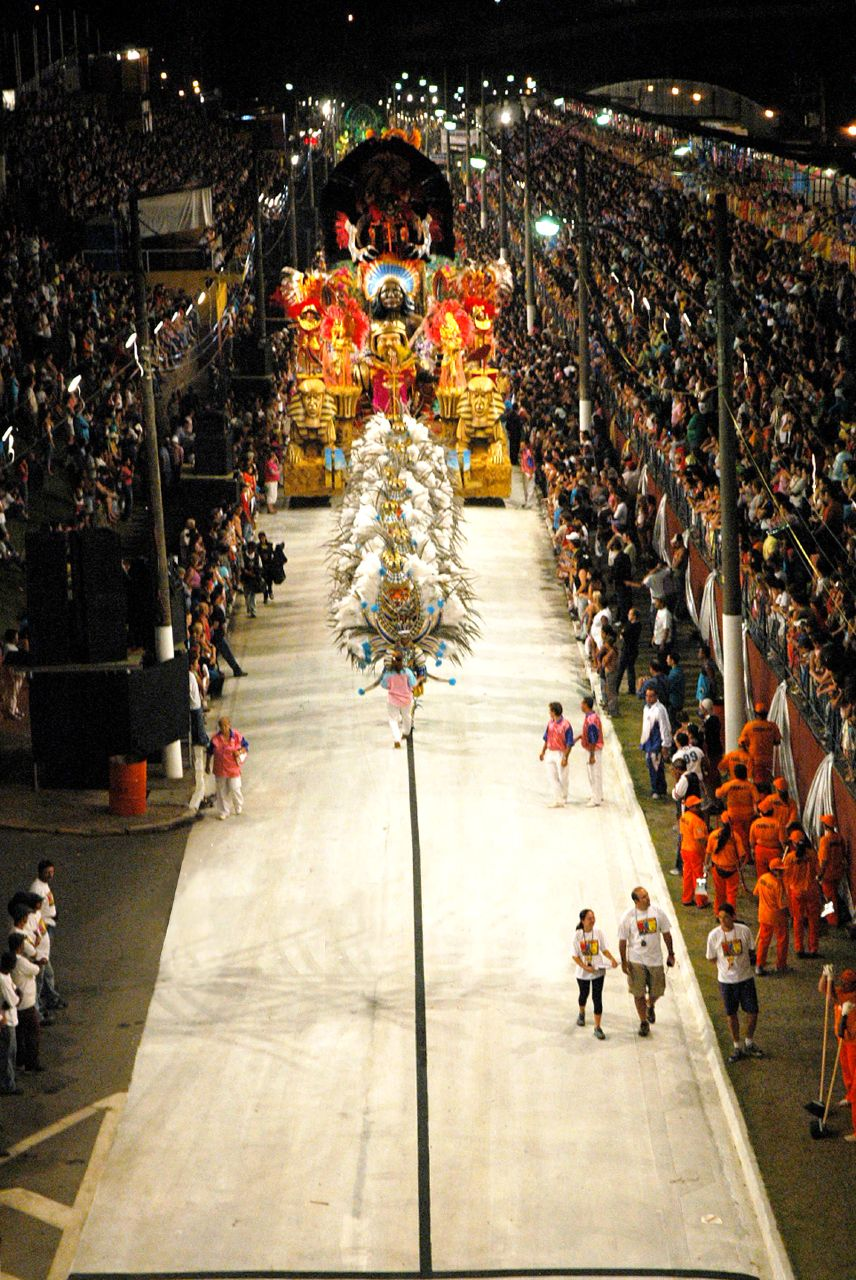
Carnaval em Bragança Paulista.

### Museus
O Museu Municipal Oswaldo Russomano, criado através do Projeto de Lei n°. 200/51, de 15 de setembro de 1951, de autoria do ex-vereador Saturnino Pacitti, localizado no centro da cidade em um prédio construído em 1896 em estilo colonial e edificado com material de acabamento importado da Europa, atualmente tombado pela prefeitura. A cidade também é sede do Museu do Telefone, inaugurado em 28 de outubro de 1976, no ano do centenário do telefone, sendo o primeiro do tipo no Brasil. Estava sob responsabilidade da empresa Telefônica, mas foi comprado em agosto de 2019 pelo município de Bragança Paulista. O local exibe réplicas dos primeiros aparelhos apresentados por Graham Bell. Há transmissores, receptores, monofones, magnetos, discos, fax, telex feitos de madeira, ferro, baquelite, plástico e abs.

### Folclore
O folclore de Bragança Paulista é possuidor de muitas lendas.

#### Contexto histórico
A Estrada de Ferro Bragantina desempenhou um papel crucial no desenvolvimento econômico e social de Bragança Paulista e das regiões adjacentes. Os trens facilitavam o transporte de café, produtos agrícolas e mercadorias, além de conectar a população local a outras regiões do estado. A vida dos trabalhadores ferroviários, no entanto, era marcada por longas jornadas, desafios físicos e, segundo a lenda, pelo medo da misteriosa Lambinuca.

#### A Lenda de Lambinuca
De acordo com a lenda, Lambinuca era uma criatura sobrenatural que assombrava os trilhos da Estrada de Ferro Bragantina durante a noite. Descrita como uma figura sombria com uma presença quase invisível, Lambinuca atacava os trabalhadores ferroviários de uma maneira peculiar: sugando a energia deles por meio de uma lambida na nuca. Esse ato de vampirismo energético deixou a criatura conhecida popularmente como Lambinuca.[carece de fontes?]

#### Relatos
Os relatos sobre Lambinuca variam, mas muitos descrevem a sensação de cansaço extremo e exaustão inexplicável que acometia os trabalhadores, especialmente aqueles que realizavam tarefas noturnas. Diziam que, após ser atacado por Lambinuca, o indivíduo sentia-se fraco e sem forças para continuar suas atividades. Algumas histórias afirmam que a criatura emitia um som sibilante antes de atacar, alertando suas vítimas de sua presença iminente.

#### Impacto cultural
A lenda de Lambinuca tornou-se uma parte integral do folclore local de Bragança Paulista, refletindo o medo e as dificuldades enfrentadas pelos trabalhadores da ferrovia. Era comum que esses relatos fossem compartilhados em rodas de conversa, principalmente entre os funcionários mais experientes e os novos recrutas, servindo tanto como uma advertência quanto como uma forma de entretenimento.

#### Modernidade e memória
Com a desativação da Estrada de Ferro Bragantina em 1967, as histórias sobre Lambinuca começaram a se dissipar, embora nunca tenham desaparecido completamente. Hoje, a lenda é lembrada como uma parte curiosa da história local, refletindo a rica tradição oral da região e a capacidade das comunidades de criar narrativas que explicam e dão sentido às experiências coletivas.
A Lenda de Lambinuca é um exemplo fascinante do folclore brasileiro, especialmente dentro do contexto histórico de Bragança Paulista e sua ferrovia. Este conto continua a ser uma peça importante do patrimônio cultural local, lembrando as gerações futuras das dificuldades e mistérios enfrentados pelos trabalhadores da Estrada de Ferro Bragantina. A história de Lambinuca serve como um testemunho da imaginação e resiliência das comunidades que a mantêm viva.

### Carnaval
O Carnaval da cidade é composto por diversas escolas de samba, entre as quais: Acadêmicos da Vila, Nove de Julho, Dragão Imperial, Império Jovem e Unidos do Lavapés.

### Esportes

#### Futebol

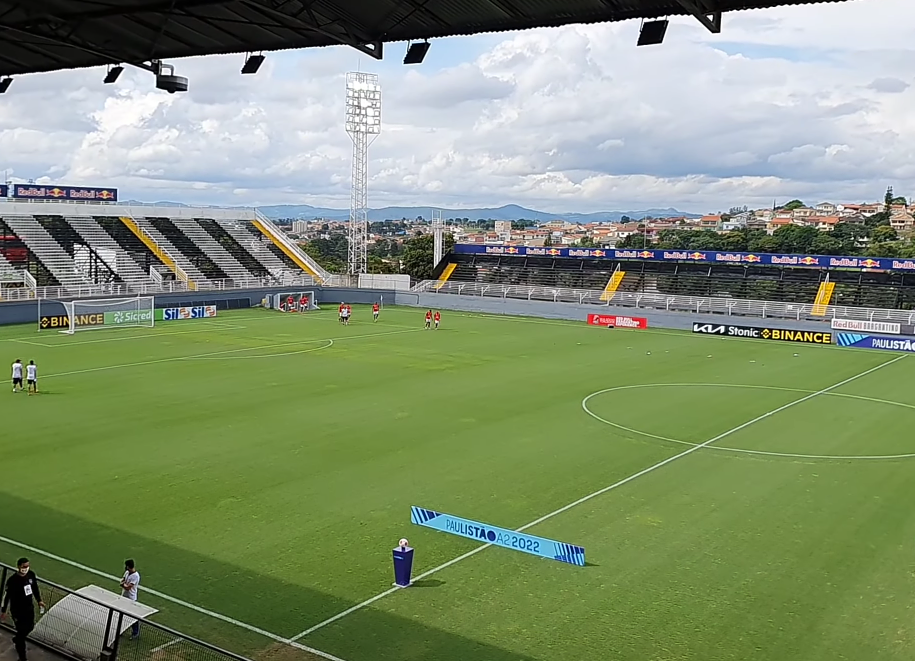
Estádio Nabi Abi Chedid.

A história do esporte de Bragança Paulista é representada principalmente pelo futebol, onde em 1928 foi fundado o Clube Atlético Bragantino, que no seu auge foi campeão paulista de 1990 e vice-campeão brasileiro de 1991, em 2020 após parceria com Red Bull, passa a se chamar Red Bull Bragantino. Atualmente, o clube manda suas partidas no Estádio Cicero de souza marques.
Devido a ter um clube de futebol competitivo a nível nacional e após a parceria, a cidade vai ganhar uma arena de futebol moderna, com a reforma do Complexo Marcelo Stéfani. A cidade também possui um campeonato amador competitivo, onde se destacam times como Ferroviários (FAC), Legionário (LEC), Santa Luzia, São Lourenço.

#### Atletismo e sede da CBAt
Em 2007, na época a empresa responsável pela distribuição de energia elétrica da cidade (Rede), criou O Rede Atletismo, uma iniciativa de longo prazo que visava promover uma revolução no atletismo brasileiro, dando condições para que o jovem faça dele seu projeto de vida e se torne um campeão. Suas ações se deram por meio de três programas: O Rede Atletismo Performance, Rede Atletismo Futuro e o Rede Novos Talentos. Em 2008 foi construído um centro de treinamento de atletismo de 20 mil m², na época um dos únicos do estado que possuía uma pista certificada pela IAAF - Classe 2, atraindo assim atletas de ponta como Maurren Maggi. Após escândalo de doping na equipe da Rede as atividades foram encerradas. Desde 2019 a sede administrativa da CBAt funciona no local, além do Centro Nacional Loterias Caixa de Desenvolvimento do Atletismo (CNDA), grande orgulho da modalidade.

#### Jogos Regionais
A cidade faz parte da região de Atibaia (Atibaia, Bragança Paulista, Bom Jesus dos Perdões, Joanópolis, Nazaré Paulista, Piracaia, Vargem), que junto com mais outras 7 regiões (Campinas, Amparo, Limeira, Mogi Guaçu, Rio Claro, São João da Boa Vista e São José do Rio Pardo) formam a 4ª Região Esportiva de São Paulo, juntas possuem 55 municípios.
Em 2024, Bragança Paulista conquistou o título de campeã dos Jogos Regionais da IV Região Esportiva do Estado de São Paulo. A cidade manifestou interesse em sediar novamente os Jogos Regionais em 2025.

## Turismo

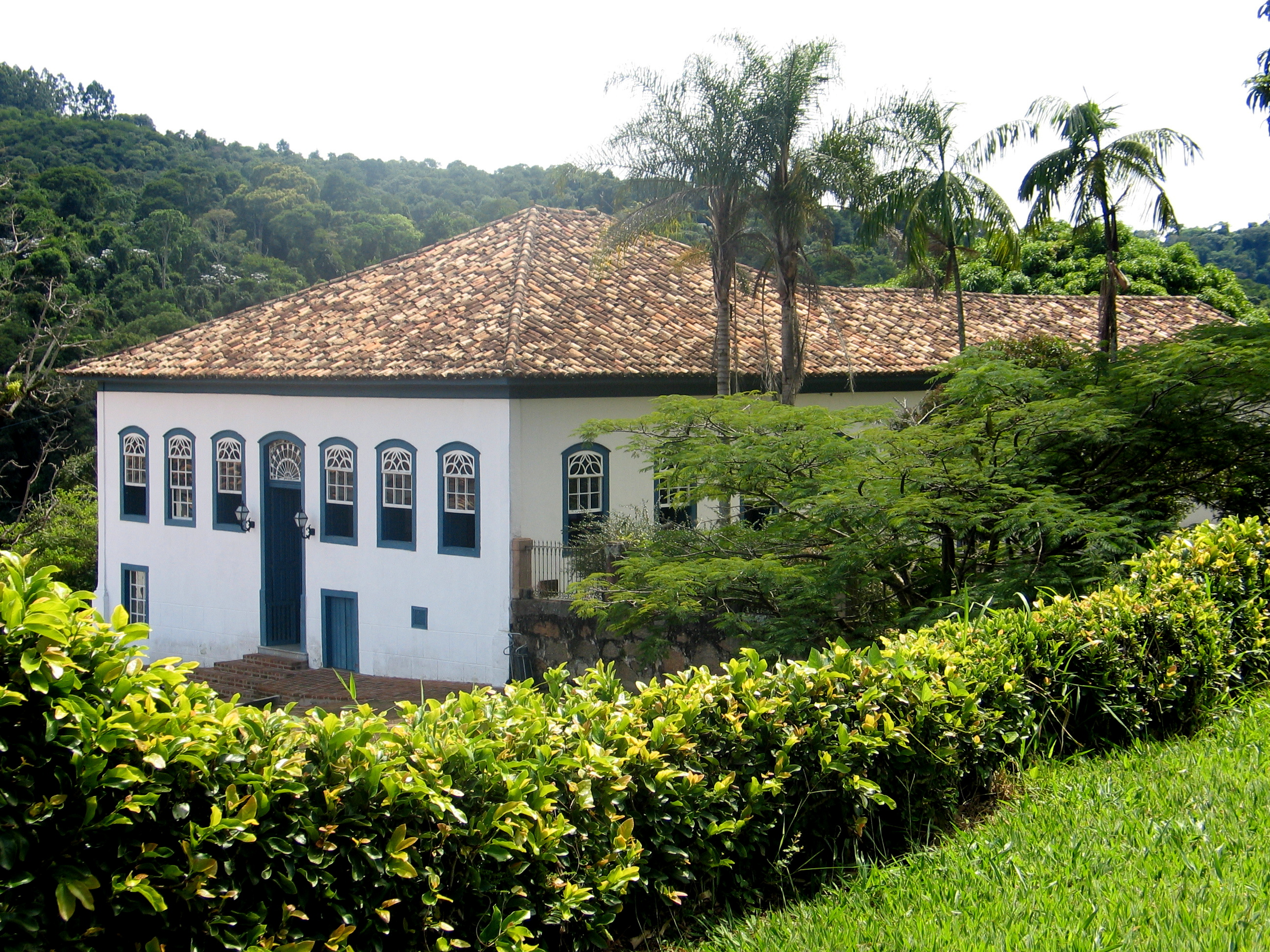
Fazenda Dona Carolina.

Em função do excelente clima, em 28 de outubro de 1964, Bragança Paulista é elevada a categoria de estância climática.
A região bragantina está situada entre as estâncias climáticas conhecidas como Circuito das Águas Paulista e  Circuito das Frutas Paulista.
É conhecida como "Cidade Poesia" e "Capital Nacional da Linguiça Artesanal".

## Bragantinos ilustres
- Biografias de bragantinos

## Religião
O Cristianismo se faz presente na cidade da seguinte forma:

### Igreja Católica

#### Criação da Diocese de Bragança Paulista

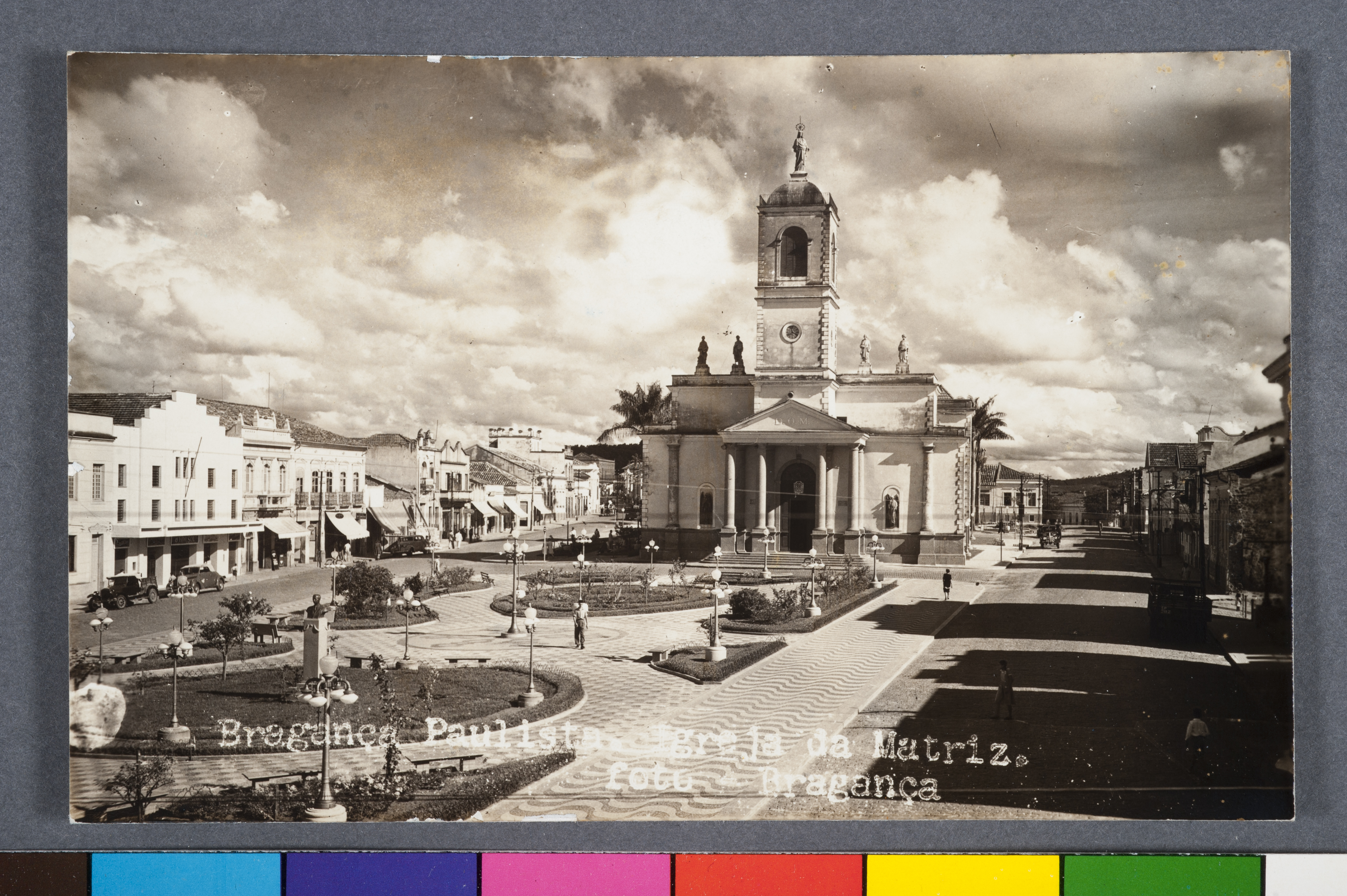
Igreja Matriz de Bragança Paulista (1949).

O Papa Pio XI, pela bula papal Ad Sacram Petri Sedem, criou em 24 de julho de 1925 a diocese de Bragança no Brasil, sendo a cidade de Bragança elevada à condição de "Cidade Episcopal". O seu território, em quase toda a extensão, foi tirado da Arquidiocese de São Paulo e, em parte, da então Diocese de Campinas, sendo nomeado Dom José Maurício da Rocha como primeiro bispo diocesano.
Igrejas:

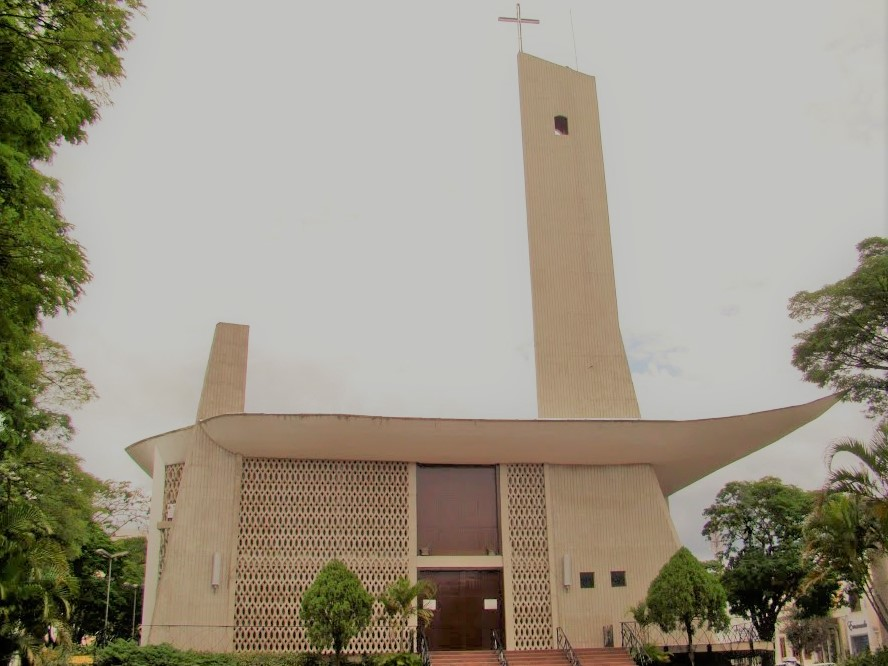
Catedral de Bragança Paulista.

- Catedral Coração Imaculado de Maria
- Paróquia Nossa Senhora Aparecida[38]
- Paróquia Nossa Senhora da Conceição / Sé Catedral
- Paróquia Nossa Senhora da Esperança
- Paróquia Santa Luzia
- Paróquia Santa Rita de Cássia
- Paróquia Santa Terezinha
- Paróquia Santo Antonio - Vargem
- Paróquia São Benedito
- Paróquia São Francisco de Assis
- Paróquia São José
- Paróquia São Lázaro de Betânia
- Paróquia São Sebastião
- Seminário Propedêutico - São João Paulo II

A Diocese teve como bispos:
- Dom José Mauricio da Rocha ( in memoriam)  - 1927 a 1969
- Dom Gabriel Paulino Bueno Couto, oc (Administrador Apostólico)(in memoriam) - 1968 a 1971
- Dom José Lafayette Ferreira Alvares (in memoriam) - 1971 a 1976
- Dom Antonio Pedro Misiara ( in memoriam) - 1977 a 1995
- Dom Bruno Gamberini (in memoriam) - 1995 a 2004
- Dom José Maria Pinheiro - 2005 a 2009
- Dom Sérgio Aparecido Colombo - 2010

### Igrejas Evangélicas
- Assembleia de Deus Ministério do Belém.[39][40]
- Congregação Cristã no Brasil.[41]